# Sanicula howellii
Sanicula howellii är en flockblommig växtart som först beskrevs av John Merle Coulter och Joseph Nelson Rose, och fick sitt nu gällande namn av R.H.Shan och Lincoln Constance. Sanicula howellii ingår i släktet sårläkor, och familjen flockblommiga växter. Inga underarter finns listade i Catalogue of Life.